# Інанч-хан
Інанч-Більге-хан (д/н — 1198) — 2-й хан найманів у 1143—1198 роках. Інші імені Інанч-Більге-Богю, Інат-хан.

## Життєпис
Походив з клану Гючюгют. Про батьків нічого невідомо. Замолоду брав участь у вінах свого брата Наркеш Даян-хана проти ханств єнісейських киргизів. 1143 року спадкував владу в ханстві. Навернувся до несторіанства під ім'ям Іван.
У 1156 році скористався з послаблення Західного Ляо й оголосив незалежність. Невдовзі вступив у протистояння з караїтським ханом Кіріакуз Буюрук-хан, з яким почав боротися за владу над Татарським степом. Укладав тимчасові союзи з меркітами і татарами. Встановив дипломатичні відносини з цзінським імператором Ваньянь Юном, якого переконував виступити проти караїтів.
1174 року втрутився в боротьбу за владу в Караїтському ханстві. У 1175 році зазнав поразки від каракитайського війська й знову визнав зверхність Західної Ляо. Втім розгардіяш в останній 1177 року сприяв відновленню самостійності Найманського ханства. В наступні роки успішно воював проти Західного Ляо.
1194 року повалив Тогрила, поставивши ханом караїтів його брата Ерке-Хару. Помер Інанч-хан 1198 року, після чого його володіння розділили син Таян-хан і Буюрук-хан.